# RUNE (TRPG)
『RUNE』（ルーン）は、GilaPPGsによって提供される6面ダイスの組み合わせを使用したパズル性のあるソロ用のテーブルトップロールプレイングゲーム。
このゲームは、ダークソウルやエルデンリングに影響を受けており、不死の存在 刻印者（こくいんもの）が攻略のために繰り返しチャレンジをする世界観が特徴である。
地図のポイントを探索してストーリーを進めるシナリオと、4×4マスのグリッド内で駒を移動させて戦闘に勝利するパズル的なゲームプレイが特徴であり、ミニチュアゲーム的に楽しむこともできる。2023年6月9日にRUNE Basic としてゲームメカニクスが草稿として無料公開され、ゲームメカニクスを使った作品展開が呼び掛けられている。

## 概要

### 世界観
「オーブロン」の世界は「前史」に「渇望」で世界が覆われてしまい様々な存在や力を引き寄せた結果、異端の力に呪われ穢された事に怒った存在がオーブロンを砕いて世界は散り散りに「四散」してしまった。
四散した個々の領域は残された【ルーン】の力を使う【ルーンロード】によって支配・維持され【レルム】と呼ばれるようになった。レルムは島々のように世界に存在し、その間を移動するには特別な力を必要とした。
プレイヤーが操る【刻印者】は呪われて不死の存在としてレルムの間を彷徨う力とルーンを刻み移す力を持つ。刻印者はルーンロードを倒してルーンを収集する探索の旅をする事で様々な物語りを楽しむ事になる。
ダークソウルやBloodborne、エルデンリングの影響を受けていると作者が語っている。

### 刻印者（こくいんもの）: Engraved
刻印者は【ヘルス】【スタミナ】【ロア】の能力値があり、レルムを攻略しても成長する事なく身に付けるアイテム（装具や消耗品）の組み合わせを工夫してレルムを攻略する。装備品は好きなだけ持ち歩けるが戦闘で使用出来るのは戦闘開始時に選んだ武器2つ、装具1つ、ルーン3つまでである。
武器はスタミナの値だけ刻印者は戦闘でダイスを振ってそのダイス目を使って武器によるアクション（行動）を決めるダイスプレイスメント方式。通常は2d6を振って、2,3 の時は 「2」「3」を武器一つずつに使うか、合わせて「5」にして一つの武器だけに使うのか決める。
装具は装備品の形態で表現され、条件を満たすと特定の効果を得る（例: 武器の行動で移動が生じない時に移動+1を得る等）。
ルーンは刻印者がレルムを攻略して獲得した能力として刻印者が身につける特殊能力を得る。

### システム
RUNE では各レルム毎のルールやルーンによる定義が基本ルールよりも優先される。
レルム固有の装備やルーンの他のレルムへの持ち越しはシナリオとプレイヤーに委ねられている。

### 探索パート
RUNEではゲームのシナリオがマップにあるポイントのアクションで生じるイベント内容がレルムクロックとロアの値で変化して物語りが進展して行く繰り返し攻略する事を前提にしたシナリオが作り易い工夫がされている。
レルムはマップ上に配置された「ポイント」と移動出来るポイント間を結ぶ「パス」で構成されており、ポイントではパスに従って移動可能なポイントへ移動するか、ポイントアクション（戦闘、調査、学習、深層）を用いてレルムでの出来事を体験する。
レルムクロックによって昼と夜等の時間の経過によってポイントでのイベント内容が変化するため、狙ったイベントを起こすためにどの順番にアクションや移動をするのか工夫するパズル性がある。
レルムの成り立ちやルーンロードの存在など知識ロアの蓄積がシナリオの攻略度合いの目安となり、各種イベントの発声タイミングのコントロールやイベントをスキップして重要イベントに誘導するシナリオ管理に使われている。

### 闘争パート（戦闘）
戦闘アクションでは 正方形の4マス × 4マスの16マスのグリットの盤面をセットアップして刻印者と敵が戦い、刻印者が勝利すると戦闘のイベントを完了した事になる。刻印者が負けた時はマップのスタート地点紋章に戻って再度戦闘に挑戦する事になる。
行動は武器カードに記載された移動、手傷（ダメージ）、ブロック（ダメージ軽減）があり武器によっては副次的な効果が発生し、装具カードやルーンカードの効果は適宜適用される。ダイス目で行動が決まるために戦闘にもパズル性がある。
ダメージの計算はラウンド毎に全てのキャラクター毎に全ての相手から受ける手傷の合計を計算し、受ける手傷の合計に対して一度だけブロックの値を引いた結果の値をヘルスから減らすため、敵の数が少ない、弱い敵で倒し易くてもダメージを受け易い設計になっている。

## 作品展開とサポート

### 作品展開
基本ルール（PDF版）の内容物
RUNE Rulebook 1.1 基本ルール
Realm Atlas 1.1 シナリオ集（6本）
RUNE Rules (Japanese) 日本有志翻訳版
RUNE Realm Atlas (Japanese)  日本有志翻訳版  2023/12/2 追加（過去に基本セット購入者もダウンロード可能）
RUNE Basic （PDF版）Gila RPGs の実験的取組み紹介ページ
RUNE のゲームメカニクス （無料） 実験的な提供で2025年5月時点で掲載されていない。

### サポート
General Questions
基本ルールへの質問先
Realm Questions
公式提供のレルムへの質問先
RUNE Creator Kit 
レルムを自作したい人向けの情報がまとまっている

### 受賞
- Gizmodo "The 20 Best Tabletop Roleplaying Games of 2022" に選ばれる

## コミュニティ

### 公式コミュニティ
RUNE の公式コミュニティはitch 上に用意されてあり、ファンメイドのレルムを中心に各種データが有料、無料で登録されている。
- RUNE Third Party Content

### 日本国内のファンメイド
N.S.miniatures @miniature_n の西山昭憲の個人活動により日本語訳版が公式PDF版としてダウンロード提供され、国内では製本版の販売などがされている。
- 日本語訳の製本版やファンメイドのミニチュア
  - 基本ルール 1.1版 日本語訳
    - 『RUNE Rulebook 1.1 』の日本語訳。基本ルールとシナリオ「グリム・コースト」が入っておりこれ一冊で遊べる。
    - PDF版は公式の英語版の基本ルールの内容物に含まれる。製本版は国内のイベントやミニチュアゲームショップで販売されている。
    - 表紙に"日本語要約版"とあるがオリジナルが全文日本語訳されている。
    - 公式シナリオ集『Realm Atlas』を2023/12/2に基本ルール同様に公開開始。

  - 刻印者ミニチュア （プラスチック素材）
    - 接着は瞬間接着剤の利用が推奨されている。素材がプラモデル用接着剤では溶けないため接着出来ない。

  - RUNEミニチュアセット
    - ボックスにダンジョン折り紙[5]1枚と『グリム・コースト』で使う刻印者1体と敵のミニチュア7体、障害物7つが入っている。
      - 基本ルールは含まれない。

  - RUNEカードセット
    - 基本ルール、公式シナリオ集『Realm Atlas』に登場してくるアイテムやクリーチャーのデータカードセット。
    - ゲームマーケット2023秋(2023/12/10)、第1回　ミニチュアゲームフリーマーケット(2023/12/17)で販売された。オンライン販売も在庫品限定で行われた（2023/12/20）。

- 取り扱いショップ（2023年5月24日時点）
  - 店舗販売
    - ミニチュアフォレスト（千葉）
    - ジャイアントホビー（東京）
    - ボードゲームのお店シャッツィ（兵庫）

  - 通販
    - 冒険心をくすぐるお店「コノス」

## 遊び方、プレイレポート他

### 遊び方
オンラインのユドナリュウム等のオンラインツールを使った遊び方やミニチュアを使ったミニチュアゲーム的な遊び方など多様な遊び方が紹介されている。ミニチュアを使った遊び方では盤面の自作やダンジョン折り紙を使ったプレイレポートがTwitter等で紹介されている。